# Kozarek Mały
Kozarek Mały (niem. Klein Kosarken, 1930–1938 Lindenhof, 1938–1945 Zweilinden, i Groß Kosarken-Wehlack, 1938–1945 Köhlershof) – osada w Polsce położona w województwie warmińsko-mazurskim, w powiecie mrągowskim, w gminie Sorkwity. W latach 1975–1998 miejscowość administracyjnie należała do województwa olsztyńskiego. W latach 70. XX wieku osada należała do sołectwa Nibork.
Jest to mała mazurska osada położona w sąsiedztwie drogi krajowej nr 16, w odległości 10 km od Biskupca i 4 km od Sorkwit.

## Historia
Osadę założono ok. 1700 r. na karczowisku w Lesie Kozarskim, należącym do dóbr braci Tyla i Jana z Olsztyn (Oelsen). W 1785 r. były tu cztery domy. W 1838 roku były trzy domy z 35 mieszkańcami. Jednym z właścicieli Kozarka Małego był późniejszy burmistrz Olsztyna Oskar Belian (burmistrz w latach 1877-1903 i nadburmistrz w latach 1903-08). Około 1900 r. osada stanowiła oddzielne gospodarstwo dworskie, liczące ponad 7 włók. W 1930 roku, w ramach akcji germanizacyjnej, zmieniono urzędową nazwę osady z Klein Kosarken na Lindenhof. W 1938 r. ponownie zmieniono nazwę, tym razem na Zweilinden. Mieszkający tu Mazurzy prześmiewczo określili te zmiany "jedną lipę hitlerycki przyklepali lipą dubeltowa (Linda – oznacza lipę, w tym kontekście oszustwo)
W czasie drugiej wojny światowej osada została zdewastowana i zniszczona. Po 1945 r. dawny majątek ziemski został przekształcony w PGR, dawny dworek zmienił funkcję i został z czasem zdewastowany i w końcu rozebrany. Pojawiły się typowe dla okresu PRL budynki (obecnie w większości już nieistniejące), które zmieniły częściowo charakter krajobrazu.
W 2007 r. posiadłość została kupiona od Agencji Nieruchomości Rolnej przez prywatnego przedsiębiorcę z Olsztyna i została poddana rewitalizacji. Od lipca 2012 roku działa tu Spółdzielnia Socjalna „Mazurska Zagroda” w Kozarku Małym. Powstała z inicjatyw właściciela byłej bazy po PGR, dwóch mieszkańców Kozarka, mieszkanki sąsiedniej miejscowości Borki Wielkie i dwóch mieszkańców Olsztyna. Ideą tego przedsięwzięcia jest zorganizowanie obiektu mającego charakter atrakcji turystycznej "Mazurskiej Zagrody", w którym członkowie Spółdzielni świadczą usługi takiej jak: łowisko specjalne, „Rybaczówka” – świetlica służąca organizacji imprez integracyjnych, szkoleń i festynów, wiata grillowa (miejsce spotkań z miejscem na ognisko), stanowiska demonstracji tłoczenia oleju, przędzenia wełny, wyrabiania naczyń z gliny, produkcji peletu, wyrobów z wosku itp., pole do minigolfa. Ekspozycje "Mazurskiej Zagrody" obejmują: ekspozycje starych ras zwierząt gospodarskich (gęsi, kaczki, kury, daniele, muflony, owce skuddy, konie hucuły), zwiedzanie ekspozycji (kolekcji), ekspozycje ziół, roślin energetycznych, roślin miododajnych, starych odmian drzew owocowych, pasieki pszczelej (kolekcja różnych typów uli i pomieszczeń do apiinhalacji), zwiedzanie innych kolekcji tematycznych (skał typowych dla Mazur, naczyń glinianych charakterystycznych dla obszaru Mazur, starego sprzętu używanego w gospodarstwach domowych). Spółdzielnia zajmuje się także świadczeniem usług związanych z obsługą znajdującego się w sąsiedztwie domu opieki dla osób starszych (Domu Seniora „Mazurska Zagroda"). Członkowie Spółdzielni realizują świadczenia usług budowlanych i remontowych, usług związanych z pielęgnacją terenów zieleni itp.